# Josef Ignaz Marxer
Josef Ignaz Marxer (* 1. Februar 1877 in Eschen; † 28. Januar 1958 ebenda) war ein liechtensteinischer Politiker (FBP, ab Mitte der 1920er-Jahre VP).
Marxer, der ein Bürger von Eschen war, arbeitete als Landwirt und Sticker. Von 1918 bis 1933 war er Gemeindevorsteher von Eschen. Von 1922 bis 1926 war er Abgeordneter im Landtag des Fürstentums Liechtenstein. In dieser Zeit war er von 1924 bis 1925 Landtagsvizepräsident. Des Weiteren war Marxer von 1939 bis 1958 Richter am Staatsgerichtshof.